# 百慕達莖方頭魚
百慕達莖方頭魚，為輻鰭魚綱刺尾鯛目弱棘魚科莖方頭魚屬的其中一種，分布於中西大西洋的百慕達群島海域，棲息深度270-366公尺，體長可達40.7公分，生活在沙石海域，為底棲性魚類，屬肉食性，生活習性不明。

## 擴展閱讀
維基物種上的相關：百慕達莖方頭魚